# Вінцас Міцкявічюс-Капсукас
Вінцас Міцкявічюс-Капсукас (лит. Vincas Mickevičius-Kapsukas; 26 березня [7 квітня] 1880 — 17 лютого 1926) — литовський революціонер, комуністичний партійний діяч, один із засновників і лідерів Комуністичної партії Литви, засновник Литовсько-Білоруської Радянської Соціалістичної Республіки, голова її уряду, один з лідерів Комінтерну.

## Біографія

### Ранні роки
Народився в сім'ї заможного селянина. Його дядько, Антанас Міцкявічюс, учителював у підпільній литовській школі, в якій від 1888 до 1892 року навчався й сам Вінцас. Попри те, що після придушення повстання 1863 року царський уряд запровадив заборону на литовський друк латинським шрифтом, у родині Вінцаса ховали нелегальні щомісячні видання, зокрема газету «Аушра».
Від 1892 до 1897 року навчався в Маріямпольській гімназії. 1895 року старший брат Юозас долучив п'ятнадцятирічного Вінцаса до нелегального товариства «Сетінас», яке друкувало литовські книги та періодичні видання у Східній Пруссії, таємно переправляла їх через кордон і поширювала в Литві.
1897 року, після закінчення гімназії, вступив до духовної семінарії в Сейнах, але вже за рік його відрахували за нелегальну політичну діяльність. Від 1888 року Вінцас став активним «варпінінкасом» — членом патріотичної організації, названої за найменуванням газети «Варпас» («Varpas», «Дзвін»), метою якою було підняття литовського менталітету, просування освіти, литовської мови та культури. Відтоді ж Міцкявічюс активно писал статті до «Варпас» та «Укінінкас». Він обрав собі псевдонім Капсукас, як зменшувальну форму від іншого псевдоніму «Капсас» — засновника «Варпаса» Вінцаса Кудірки.
1900 року вступив до Мітавської гімназії (нині Єлгава, Латвія). 1901 року його знову відрахували за членство в таємному товаристві Кудікіс та величезне число забороненої літератури, що поширювалась на півночі Литви та яку знайшли у нього під час обшуку. Проти Міцкявічюса було сфабриковано політичну справу. Задля уникнення арешту, він утік за кордон — через Східну Пруссію, до Швейцарії.
Від 1901 до 1903 року вивчав філософію, соціальну та політичну економіку в Бернському університеті. З Берна продовжував писати критичні статті й історичні нариси у «Варпас» й «Укінінкас». 1902 року став заступником редактора «Варпас» і редактором «Укінінкас». Ті видання друкувались у Тільзиті, у Східній Пруссії, куди 1902 року навідати батьків приїхав Вінцас. Там він вивчав архіви литовських видавництв та зібрав значний матеріал про часи Аушри, за якими друкував статті про Аушру й зародження Варпаса. 1902 року на з'їзді партії варпінінкасів була заснована Литовська демократична партія, а Вінцас Міцкявичюс став одним з її перших членів.

### Соціал-демократ
1903 року Вінцас Міцкявічюс вирішив, що політичні цілі Литовської демократичної партії не відповідають його поглядам, зокрема партія бачила Литву автономною у складі Росії, але не незалежною. Через це він вийшов з лав ЛДП та вступив до литовської соціал-демократичної партії (ЛСДП). При цьому він сперечався з керівництвом своєї нової партії щодо взаємодії з варпінінкасами. 1905 року Міцкявічюса обрали до Центрального комітету ЛСДП. У той час він долучився до крила федералістів у партії соціал-демократів. Та фракція прагнула відновити державність Литви в добровільній федерації з Польщею, Білоруссю, Україною та Латвією, тобто, в кордонах колишньої Речі Посполитої. Федерації з Росією в їхній програмі не було. Федералісти боролись з крилом автономістів, які прагнули до автономії Литви у складі Росії.
У той же період (1904—1906) заснував журнали «Драугас» і «Дарбінінкас». Від 1906 до 1907 року одночасно дописував і редагував журнал «Научі Гадіне» і Скардас.
Під час революції 1905 року організовував антицарські демонстрації селян і страйки в Сувалкії та на півночі Литви. Він роз'їжджав Литвою, писав, друкував і поширював листівки. Тоді його затримала поліція, втім, оскільки при ньому не знайшли жодних інкримінуючих матеріалів, зумів виторгувати собі звільнення. Того ж року його заарештували з паспортом на ім'я Я. Якс-Тиря й ув'язнили за революційну діяльність, але за допомогою друзів зумів утекти зі шпиталю Сувалкської в'язниці 1906. У травні наступного року його знову заарештували у Вільнюсі й засудили до трьох років ув'язнення за антицарську діяльність. Його адвокатами були О. Керенський, який після лютневої революції 1917 року очолив Тимчасовий уряд Росії, та М. Фолькенштейн, асистентом якого 1893 року працював Володимир Ульянов. До 1909 року Вінцас Міцкявічюс сидів у тюрмах Вільнюса й Сувалок. Згодом поліція з'ясувала, що Міцкявичюс і той, хто 1906 втік з Сувалкської в'язниці, — одна особа, й суд додав до його вироку ще 8 років каторги (в'язниці з найбільш жорстоким режимом). Вінцас Міцкявічюс сидів у Варшавському Арсеналі (1910—1911) й у Владимирському каторжному централі (1911—1913). 1913 року на честь трьохсотріччя дому Романових, маніфестом Миколи II низку в'язнів амністували. Міцкявічюсу, як не кримінальному злодію, покарання було пом'якшено, і його заслали через Красноярську в'язницю на поселення до Єнисейської області в Сибіру.
У грудні 1913 року з підробленими документами Вінцас утік із заслання. Кілька тижнів він переховувався на території Латвії та Литви. Там Міцкявічюс готувався до еміграції на захід. Міколас Біржишка надав йому найширші повноваження діяти за кордоном від імені ЛСДП. На початку 1914 року за допомоги місцевих активістів Міцкявічюс перетнув кордон з Пруссією та звідти з фіктивними документами вибув до Австрії. Того ж року у Кракові він зустрічався з членами Російської соціал-демократичної партії та їхнім лідером Володимиром Леніним. До початку Першої світової війни жив у Кракові та був членом редколегії Вілніс. Після початку війни він через Швейцарію емігрував до Шотландії.
Від 1914 до 1916 року жив у Великій Британії, де керував шотландським відділом ЛСДП й у 1915—1916 роках редагував соціал-демократичну газету Соціал-демократ і Ранкпелніс, видавалась у Белшлі, в Шотландії. 1916 року він виїхав через Канаду до США. Одразу ж після приїзду до Сполучених Штатів активно включився до діяльності Американського литовського соціалістичного союзу (АЛСС); спільно з майбутнім редактором Вільніс Л. Прусейка брав участь у з'їзді АЛСС у Чикаго та взявся редагувати основне литовське соціалістичне видання — тижневик Кова, та науково-літературний журнал Науйої Гадіне (Філадельфія).

### Комуніст-революціонер
Після Лютневої революції 1917 року в Росії складним шляхом через Японію повернувся з еміграції. Прибувши до Петрограда, вступив до лав РСДРП(б) та став редактором газети литовських соціалістів (згодом комуністів) «Тієса». У серпні 1917 року був делегатом VI з'їзду РСДРП (б) (де підтримав формування Комінтерну), а також II Всеросійського з'їзду рад. Після Жовтневого перевороту був призначений на посаду комісара у справах Литви при радянському уряді. Його також обрали до складу Центрального комітету РСДРП(б) в центральне бюро секції Литви, а також став членом Петроградського Військово-революційного комітету.
Наприкінці 1918 року повернувся до Литви, окупованої Німеччиною. Окупація зруйнувала економіку та сільське господарство Литви та, як наслідок, спричинила високу соціальну напругу, у багатьох районах почались заворушення. Робітники, які втратили роботу на селі, дезертири та біглі полонені організовували збройні загони, що називались Лісовими братами, та здійснювали напади на окупаційну армію й адміністрацію, а також грабували й тероризували крупних землевласників. Вони в основному діяли на півночі та заході Литви, втім чутки про їхні дії ширились усією Литвою. Бажаючи завербувати більше нових членів та здобути підтримку дрібних господарників, вони використовували тактику Робін Гуда у розподілі награбованого біднякам.
Станом на той момент німецька влада все ще контролювала адміністрацію та домагалась найкращих умов для свого відходу. 11 грудня 1917 року литовська Таріба проголосила незалежність Литви. Польща ж домагалась федерації з Литвою, а ліваки просували ідею соціалістичної революції.
4 червня 1918 року Таріба проголосувала за пропозицію покликати Вюртемберзького герцога Вільгельма фон Ураха стати монархом Литви. Той погодився та став королем Литви, під іменем Міндаугаса II. Однак уже 2 листопада 1918 року Таріба анулювала запрошення герцога Вільгельма, а також проголосила першу тимчасову конституцію Литви. Форма державного правління не була юридично окреслена до 1920 року, але де-факто була прийнята форма республіки.
На початку жовтня 1918 року у Вільнюсі відбувся установчий з'їзд компартій Литви та Білорусі (ЛБКП). На початку грудня того ж року відбулись вибори до вільнюської Таріби, куди обрали 96 комуністів, 60 членів Бунду, 22 меншовика і 15 соціал-демократів.
8 грудня 1918 року вільнюська Таріба сформувала тимчасовий революційний уряд робітників і селян Литви. Вінцаса Міцкявічюса-Капсукаса обрали його головою та міністром закордонних справ. Таким чином у Литві одночасно діяли два уряди, що не визнавали один одного. По суті, ані литовська Таріба, ані уряд Міцкявічюса не були самостійними політичними органами. Таріба отримувала політичну, матеріальну та військову допомогу з Німеччини, а уряд Міцкявічюса — з Росії. 16 грудня уряд Міцкявічюса оголосив маніфест, яким було ліквідовано німецьку окупаційну адміністрацію, розпущено литовську Тарібу та передано владу радам робочих депутатів, а також проголошено створення Литовської Радянської Республіки. 26 грудня Таріба у відповідь розпустила уряд Аугустінаса Вольдемараса та призначила члена партії соціалістів народників демократів Міколаса Сляжявічуса новим прем'єр-міністром.
Виведення німецьких військ з Вільнюса почалось наприкінці грудня. Одночасно Червона армія рухалась на захід, намагаючись повернути території, втрачені внаслідок Берестейського миру. 2 січня 1919 року Польський Комітет (Самооборона) захопив владу у Вільнюсі. Литовська Таріба з урядом Сляжявічюса того ж дня виїхала до Каунаса. 5 січня до Вільнюса ввійшла Червона армія, після чого уряд Міцкявічюса відновив свою владу.
27 лютого 1919 року Литовська РР і Белоруська СРР об'єднались та сформували Литовсько-Білоруську Радянську Соціалістичну Республіку (Литбел). Вінцас Міцкявічюс-Капсукас став прем'єр-міністром і міністром новосформованого державного утворення. Влітку 1919 року польське військо, що переслідувало Червону армію, глибоко вклинилось на територію Литбелу. Одночасно знову створене литовське військо, підконтрольне литовській Тарібі, й уряд Сляжявічюса, почали контролювати все більшу частину центральної та західної Литви. Уряд Міцкявічюса в Литві найбільше підтримували робітники, батраки та безземельні селяни. Литовські господарники натомість підтримували Сляжявічюса, який обіцяв землю тим, хто її обробляє. В аграрній на той час Литві підтримка господарників виявилась вирішальним фактором. Усвідомлюючи обмежену підтримку свого уряду, Міцкявічюс опирався заклику Леніна призивати більше литовців до лав Червоної армії. Він надіслав Леніну телеграму, аргументуючи, що призов литовців до лав Червоної армії ще зменшить підтримку його влади. У серпні 1919 року майже вся територія Литбелу опинилась у руках Польщі й литовської Таріби. 20 липня 1920 року Росія підписала мирний договір з урядом Литовської Республіки й Литовська Радянська Республіка припинила своє існування.
Процес насаджування радянської влади в Литві значно відрізнявся від подібного процесу навіть у сусідній Латвії. Визначальну роль у пом'якшенні комуністичного терору відіграв саме Міцкявічюс, який не лише успішно опирався йому, але й залучав до співпраці відомих діячів й інтелігенції Литви, незалежно від їхніх політичних поглядів.
В уряді Міцкявічюса були п'ять міністрів комуністів й один соціал-демократ — Вацловас Біржишка. Однак в урядових міністерствах (комісаріатах) працювали представники багатьох інших партій і політичних сил, зокрема член литовської Таріби доктор Йонас Басанавічюс, член партії Народного прогресу та письменник ксьондз Юозас Тумас, правник і письменник Антанас Крішчюкайтіс та інші представники національної інтелігенції.
Від 1921 року до самої своєї смерті 1935 року Міцкявічюс жив у Москві. Він був делегатом усіх конгресів Комінтерну (окрім першого та сьомого, останнього), працював у виконкомі Комінтерну від 1923 до 1935 року, при цьому у 1924—1928 роках як кандидат у члени, а у 1928—1935 — як дійсний член. Обирався делегатом VIII, XI, XII, XIV—XVII з'їздів РКП(б), пізніше ВКП(б). Від 1919 до 1920 року був кандидатом у члени Центрального комітету РКП(б). Також редагував чи був членом редколегії більшості періодичних видань Литовської компартії: Теса, Кібіркштіс, Балсас, Комунарас і Комуністас.
Помер 17 лютого 1935 року в Московській лікарні. Офіційною причиною смерті була важка форма туберкульозу. Його друга дружина Єлена Доміцеле Тауткайте була заарештована й розстріляна 1937 року за «троцкістську діяльність». Трьох малолітніх дітей, які лишились повними сиротами, взяла на піклування двоюрідна сестра їхньої матері, Міхаліна Тауткайте, чим врятувала їх від дитячих будинків для дітей «ворогів народу».

## Родина
Вперше одружився 1901 року з Вандою Діджюлітою (1881—1941). Розлучились 1913 року після смерті малолітньої дочки Ванди (1905—1913). Від 1922 року був одружений з Єленою Доміцелє Тауткайте (1893—1937).
Діти: Юра Міцкявічюте (1921—2008), Вінцас Міцкявічюс (1925—2014) і Лена Міцкявічюте (1927—2001).